# Liste der isländischen Botschafter in Österreich
Liste der isländischen Botschafter in Österreich.

## Missionschefs
| #  | Name                           | Ernennung          | Abberufung         |
| -- | ------------------------------ | ------------------ | ------------------ |
| 1  | Árni Tryggvason                | 19. Juli 1965      | 1. Oktober 1969    |
| 2  | Haraldur Kröyer                | 1. April 1970      | 29. November 1973  |
| 3  | Guðmundur Ívarsson Guðmundsson | 29. November 1973  | 26. November 1976  |
| 4  | Niels P. Sigurðsson            | 26. November 1976  | 20. April 1979     |
| 5  | Pétur Eggerz                   | 20. April 1979     | 28. Oktober 1983   |
| 6  | Hannes Jónsson                 | 28. Oktober 1983   | 11. März 1987      |
| 7  | Páll Ásgeir Tryggvason         | 11. März 1987      | 12. Oktober 1989   |
| 8  | Hjálmar W. Hannesson           | 12. Oktober 1989   | 12. September 1995 |
| 9  | Ingimundur Sigfússon           | 12. September 1995 | 7. Mai 2001        |
| 10 | Þórður Ægir Óskarsson          | 7. Mai 2001        | 9. September 2004  |
| 11 | Sveinn Björnsson               | 9. September 2004  | 14. Oktober 2009   |
| 12 | Stefán Skjaldarson             | 14. Oktober 2009   | 17. September 2013 |
| 13 | Auðunn Atlason                 | 17. September 2013 |                    |